# Veluće
Veluće (cyr. Велуће) – wieś w Serbii, w okręgu rasińskim, w gminie Trstenik. W 2011 roku liczyła 369 mieszkańców.